# Terry Dischinger
Terence Gilbert "Terry" Dischinger, född 21 november 1940 i Terre Haute, Indiana, död 9 oktober 2023 i Lake Oswego, Oregon, var en amerikansk basketspelare.
Dischinger blev olympisk mästare i basket vid sommarspelen 1960 i Rom.